# Svartprickig lerskivling
Svartprickig lerskivling (Camarophyllopsis atropuncta) är en svampart som först beskrevs av Christiaan Hendrik Persoon, och fick sitt nu gällande namn av Arnolds 1986. Enligt Catalogue of Life ingår Svartprickig lerskivling i släktet Camarophyllopsis,  och familjen Hygrophoraceae, men enligt Dyntaxa är tillhörigheten istället släktet Camarophyllopsis, och familjen fingersvampar. Arten är reproducerande i Sverige. Inga underarter finns listade i Catalogue of Life.